# 福安駅
福安駅（ふくあんえき）は、台湾台南市後壁区にあった、台湾糖業鉄道烏樹林線の駅（廃駅）である。

## 駅構造
- 単式ホーム1面1線の地上駅（廃止時）。

## 駅周辺
- 安渓寮

## 歴史
- 1944年6月16日 - 新営～烏樹林～番社（東山）開業。
- 年月日不詳 - 安渓寮駅として開業。
- 1953年5月1日 - 時刻表に福安駅と改称。（安渓寮は下寮＝福安村、中寮＝長安村、頂寮＝頂安村の3村が設置された。）嘉義県義竹郷にある安渓寮駅の駅名重複を解消するためという説だ。
- 1979年9月1日 - 烏樹林線旅客取扱廃止にともない廃駅となる。

## 現況
- 駅舎が保存されており、レールは撤去された。

## 隣の駅
台湾糖業鉄道
烏樹林線（廃線）
土庫里駅 - 福安駅 - 烏樹林駅